# 鄭應齡
鄭應齡（16世紀—16世紀），字君亮，福建興化府莆田縣人，明朝政治人物。

## 生平
鄭應齡是嘉靖三十七年（1558年）戊午科福建鄉試第二十九名舉人，隆慶元年（1567年）授淳安知縣，五年（1571年）改任寧波通判，萬曆三年（1575年）調任成立不久的廣西永寧州知州，增高當地城郭、創立倉庫儲糧、新建旌善亭、創立城隍廟，餘暇時以詩歌寄志，刻在於壽巖石壁，五年（1577年）陞平樂清軍同知，陞銅仁知府，因母親年老上疏致仕。

## 家族
高祖鄭興宗，永樂九年舉人，曾任教授；曾祖鄭遷善，正統九年舉人，曾任教授；祖父鄭麟；父鄭一鵬，正德十六年進士。

## 引用
1. 1 2  光緒《莆田縣志·卷十七·人物志》：鄭一鵬，字九萬，露裔……正德癸酉未冠領鄉薦，登辛巳進士……子應齡領嘉靖戊午鄉薦，始令淳安，繼海忠介瑞後，瑞以孔門作用當官楷法稱之，官終銅仁知府，以養母疏致仕，所至戶而祝焉。
2. ↑  光緒《莆田縣志·卷十三·選舉志》：明……鄉舉……嘉靖三十七年戊午……鄭應齡 字君亮，一鵬子，府學，附父傳
3. ↑  道光《寧波府志·卷十六·秩官上》：明……通判……隆慶……鄭應齡 莆田舉人，五年任
4. ↑  光緒（廣西）《永寧州志·卷八·職官志》：鄭應齡，閩之莆田人，舉人，萬厯三年公當夷獠初平之後，繼唐公來守吾寧，凡唐所未遑制作者皆擇其要而次第修舉，如增高城郭衛民居也，創置倉廒儲民食也，增建旌善亭頑民有所慕也，創立城隍廟明神有所依也，而從政之暇一觴一詠，又有以怡其情如志，喜觴月二詩鐫於壽巖石壁，至今讀之猶見風人之旨。
5. ↑  龚延明主编. . 宁波: 宁波出版社. 2016. ISBN 978-7-5526-2320-8. 《天一閣藏明代科舉錄選刊.登科錄》之《正德十六年辛巳科進士登科錄》